# Strength
Strength es el segundo álbum de estudio de la banda estadounidense Enuff Z'Nuff.
Aunque no se vendió tan bien como el debut epónimo de la banda, Strength continúa siendo uno de los trabajos favoritos de sus seguidores y ofrece muchas de las canciones más populares de la banda. Dos sencillos fueron publicados del registro, "Mother's Eyes" y "Baby Loves You", pero posiblemente debido al aumento en la popularidad del rock alternativo a principios de los 90s, el álbum terminó siendo enormemente visto por muchos. 
Fueron tan impresionantes estas dos, que Robin Zander de los héroes musicales de la banda Cheap Trick inicialmente solicitó que la balada de cierre "Time To Let You Go" fuera grabada con él como dueto, una oferta que la banda gentilmente rechazó. Además de esto, esa misma canción serían presentada a otra influencia clave para la banda, nada más que a Paul McCartney de The Beatles, pero otra vez ninguna colaboración se materializó a pesar del presunto interés por parte de McCartney. 
En el 2007, el cantante y guitarrista solista de Enuff Z'nuff, Donnie Vie, lanzó el álbum "Extra Strength", un retrabajo acústico del esfuerzo de la banda del 1991. Con una variación en la lista de las canciones y el sonido respecto del original, Vie también hizo pistas adicionales de la sesión disponible a través su sitio web y expresó interés en darle a los álbumes de Enuff Z'nuff el mismo trato en el futuro. 

## Lista de canciones
1. "Heaven or Hell" – 3:45 (Vie/Z'Nuff)
2. "Missing You" – 5:10 (Vie/Z'Nuff)
3. "Strength" – 5:02 (Vie)
4. "In Crowd" – 3:08 (Vie/Z'Nuff)
5. "Holly Wood Ya" – 3:06 (Vie/Z'Nuff)
6. "The World Is a Gutter" – 3:52 (Vie)
7. "Goodbye" – 4:26 (Vie/Z'Nuff)
8. "Long Way to Go" – 1:53 (Vie)
9. "Mother's Eyes" – 4:37 (Vie/Frigo)
10. "Baby Loves You" – 4:07 (Vie/Z'Nuff)
11. "Blue Island" – 4:45 (Vie)
12. "The Way Home/Coming Home" – 5:36 (Vie/Z'Nuff)
13. "Something for Free" – 5:31 (Vie/Z'Nuff)
14. "Time to Let You Go" – 2:56 (Vie)

## Personal
- Donnie Vie – guía vocal, guitarras and teclados
- Chip Z'Nuff – bajo eléctrico, guitarras y vocales
- Derek Frigo – guitarra solista
- Vikki Fox – baterías

- Johnny Frigo – violín y viola (pistas 3 y 7)
- Dennis Karmazyn – violonchelo (pistas 3 y 7)
- Paul Lani – mellotron (pistas 3 y 12)

## Producción
- Mezcla – Paul Lani
- Ingeniero – Lawrence Ethan, Steve Heinke y Dave Mauragas,
- Ingeniero adicional – John Armstrong, Bruce Brekenfeld, Carl Glanville y Andi Grassi